# El fantasma de medianoche
El fantasma de medianoche è un film del 1940 prodotto e diretto da Raphael J. Sevilla.

## Trama
Una ragazza rimasta orfana viene accolta dai padrini ma nella nuova casa inizia a notare alcune cose strane.

## Produzione
Il film, girato in Messico, fu prodotto dalla Rex Films.

## Distribuzione
Nelle sale statunitensi, il film - che è conosciuto anche con il titolo internazionale The Midnight Ghost - fu distribuito il 14 novembre 1940; in quelle messicane, il 6 giugno 1940.